# Synchiropus valdiviae
Synchiropus valdiviae es una especie de peces de la familia Callionymidae en el orden de los Perciformes.

## Hábitat
Es un pez de mar y de aguas profundas que vive hasta los 235 m de profundidad.

## Distribución geográfica
Se encuentra en el  Atlántico suroriental.

## Observaciones
Es inofensivo para los humanos